# Lysandra apuana
Lysandra apuana är en fjärilsart som beskrevs av Ruggero Verity 1915. Lysandra apuana ingår i släktet Lysandra och familjen juvelvingar. Inga underarter finns listade i Catalogue of Life.